# Waldbühne
Waldbühne è un anfiteatro tedesco sito a Berlino. Realizzato in occasione dei giochi olimpici del 1936, la struttura è in grado di ospitare 22.290 spettatori.

## Storia
Il progetto dell'anfiteatro è di Conrad Heidenreich, che ha sfruttato la particolare conformazione del luogo, mentre la realizzazione dell'opera è stata affidata all'architetto Werner March. L'intera struttura segue i canoni del teatro antico di Epidauro, finalizzata a garantirne la migliore resa acustica.
Il Waldbühne, nel corso della sua storia, ha ospitato il festival del cinema di Berlino, oltre a incontri sportivi di boxe. Dal 1962, nell'anfiteatro vengono tenuti anche dei concerti. Nel 1982 è stato realizzata la struttura a protezione del palco.
Dal 2009 è gestito da CTS Eventim.